# Odontomacrurus murrayi
Odontomacrurus murrayi es una especie de pez de la familia de los macroúridos en el orden de los Gadiformes.

## Morfología
Los machos pueden llegar alcanzar los 64 cm de longitud total.

## Depredadores
En las Islas Azores es depredado por Beryx decadactylus .

## Hábitat
Es un pez de aguas profundas que vive hasta 2.500 m de profundidad.

## Distribución geográfica
Se encuentra desde las Azores y  Madeira hasta el Cabo de Buena Esperanza (Sudáfrica) y desde África hasta el Mar de la China Meridional, Australia y Nueva Zelanda.